# ديريك ديكي
ديريك ديكي (بالإنجليزية: Derrek Dickey)‏ مواليد 20 مارس 1951 في سينسيناتي - الوفاة 25 يونيو 2002، كان لاعب كرة سلة أمريكي. بدأ مسيرته الاحترافية في سنة 1973. تم اختياره من قبل فريق غولدن ستايت ووريورز خلال الدرافت. بلغ طوله 6 قدم 7 بوصة (2.0 م). اعتزل اللعب في 1978. لعب مع غولدن ستايت ووريورز وشيكاغو بولز.

## روابط خارجية
- ديريك ديكي على موقع إن بي أي (الإنجليزية)
- ديريك ديكي على موقع سبورتس رفرنس (الإنجليزية)
- ديريك ديكي على موقع كلية كرة السلة في سبورتس رفرنس.كوم (الإنجليزية)
- ديريك ديكي على موقع ريلجم (الإنجليزية)
- ديريك ديكي على موقع بروبوليرز (الإنجليزية)